# Tom și Jerry: Povestea spărgătorului de nuci
Tom și Jerry: Povestea spărgătorului de nuci (engleză Tom and Jerry: A Nutcracker Tale) este un film de animație direct-pe-video de fantezie pe tema Crăciunului, avându-i în distribuție pe Tom și Jerry. Este produs de Warner Bros. Animation și regizat de Spike Brandt și Tony Cervone. Se bazează oarecum pe povestea Spărgătorul de nuci și Regele șoarece de E. T. A. Hoffmann, cu Jerry în rolul Spărgătorului de nuci în timp ce Tom joacă unul din acoliții Regelui șoarece (în acest caz, un Rege pisică).
Aceasta este ultima producție animată a lui Joseph Barbera, care a murit pe 18 decembrie 2006, iar acest film a fost dedicat amintirii sale.
Premiera în România a fost pe DVD, în limba română, iar la televizor acesta a început pe 25 decembrie 2012 pe canalul Boomerang, ca parte a unui program special cu filme Tom și Jerry de ocazia Crăciunului.  

## Premis
Eroii nostrii se trezesc deodata într-o lume fantastica readusa la viata de magia sarbatorilor, în care totul devine posibil. 
Pe muzica lui Tchaikovsky, “Spargatorul de nuci”, Jerry se hotaraste sa dea o petrecere. Din pacate planurile îi sunt date peste cap atunci cand Tom si amicii sai, o banda de pisici nervoase, apar neinvitati. Mai mult, ei o rapesc pe iubita lui Jerry si lasa în urma un adevarat haos. Depinde numai de Jerry sa aduca lucrurile la normal si sa trimita pisicile înapoi de unde au venit. Cu putin ajutor din partea unui soricel pe nume Tuffy si a celorlalti noi prieteni, Jerry chiar poate reusi.

## Legături externe
- Tom și Jerry: Povestea spărgătorului de nuci la Internet Movie Database